# Битва при Муртене
Битва при Муртене (нем. Schlacht bei Murten) — одно из самых значительных сражений Бургундских войн. Произошло 22 июня 1476 года около крепости Муртен (фр. Morat) в кантоне Берн между швейцарскими войсками и армией бургундского герцога Карла Смелого. Закончилось убедительной победой швейцарцев. 

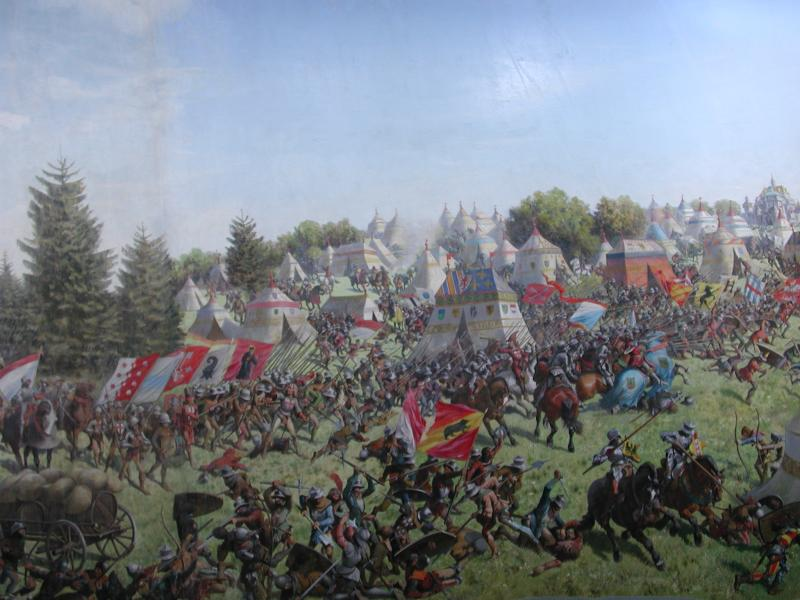
Битва при Муртене. Худ. Л. Браун

## Осада Муртена
Оправившись после поражения у Грансона, Карл Смелый с новыми силами в июне 1476 года снова вторгся в Швейцарию. 9 июня бургундская армия осадила крепость Муртен, находившуюся в 25 километрах от Берна. Город оборонял гарнизон численностью 1580 воинов под командованием рыцаря Адриана фон Бубенберга.
Бургундцы возвели вокруг Муртена вал, на который установили бомбарды. Также для защиты артиллерии был сооружен частокол. Предпринятый 12 июня штурм был отбит, гарнизон крепости получил подкрепление по озеру. Карл, зная о подходе главной швейцарской армии, не стал предпринимать повторного приступа, а ограничившись артиллерийским обстрелом города, готовился к решающему сражению с противником.

## Ход сражения
22 июня швейцарская пехота, подкрепленная конными отрядами герцогов лотарингского и австрийского, сосредоточилась у Муртена и предприняла атаку на центр бургундской позиции. Наступление неприятеля было для Карла Смелого неожиданным, так как накануне прошёл сильный дождь, дороги были труднопроходимыми и он считал, что швейцарцы не смогут подойти к городу.
Тем не менее, первую атаку врага бургундцы отбили с помощью артиллерии. Однако швейцарцы отошли, вышли из-под огня бомбард, перестроились и изменили направление атаки. При этом они показали высокую боевую выучку и дисциплину. Всё перестроение произошло так быстро, что бургундцы не успели ни перенаправить огонь артиллерии, ни построить свои главные силы в боевой порядок. Войска Карла были опрокинуты атакой швейцарцев, в тыл бургундцам ударил гарнизон Муртена. Потери бургундского герцога составили от 6 до 8 тысяч убитыми. В том числе полегло и много наёмных английских лучников.

## Результаты
Значение победы в битве при Муртене для национального самосознания швейцарцев подчеркивается фактом бережного сохранения трофеев этого сражения. Так, например, в замке Грюйер выставлены церемониальные мантии ордена Золотого руна, некогда принадлежавшие Карлу Смелому, а во Францисканской церкви Люцерна долгое время были вывешены захваченные бургундские знамёна, позднее заменённые на настенные изображения.